# Michelle Couttolenc
Michelle Couttolenc es una ingeniera de audio mexicana, especializada en cine. Ganó el premio Óscar para la categoría de mejor sonido.

## Trayectoria
Estudió sonido para cine en Francia con una especialización en texturas para aumentar la emoción del sonido cinematográfico.
Desde 2006 trabaja en la industria cinematográfica; su primer trabajo fue con Juan Carlos Rulfo: En el Hoyo, ha participado en casi 100 películas.
Michelle es cofundadora del estudio mexicano Astro XL, donde se mezcló una parte del sonido de Sound of Metal que la hizo ganadora del premio Oscar en 2021, ese mismo año ganó el premio Ariel a mejor sonido por la película Selva trágica. 

### Filmografía
- El laberinto del fauno
- Ya no estoy aquí
- Luz silenciosa
- La Jaula de Oro
- Güeros
- La 4ª Compañía
- Todas las pecas del mundo
- En el hoyo
- Casi divas
- Arráncame la vida
- Apocalypto

## Premios y nominaciones
- Oscar en la categoría de Mejor sonido por la película El sonido del metal.
- Ha recibido 12 nominaciones al Premio Ariel.[9]